# Igor Ghirkin
Igor Ivanovici Strelkov (în rusă: Игорь Иванович Стрелков, cu numele real Igor Vsevolodovici Ghirkin; în rusă: Игорь Всеволодович Гиркин, n. 17 decembrie 1970, Moscova) este un politician și ofițer rus, lider al milițiilor din Republica Populară Donețk. Este o figură-cheie în cadrul tulburărilor civile pro-ruse din Ucraina din 2014.
Potrivit autorităților europene și ucrainene, Ghirkin este un colonel rus în cadrul serviciului rus de informații militare GRU, colaborator FSB (1996—2013). Apare pe lista de sancțiuni a Uniunii Europene pentru rolul său în insurgența pro-rusă din estul Ucrainei.
Igor Ghirkin a mai participat la Războiul din Transnistria, Războiul din Bosnia, Primul Război Cecen, Al Doilea Război Cecen sau la evenimentele care au dus la anexarea Crimeei de către Rusia. Porecla sa Strelkov se datorează faptului că poate trage cu diferite tipuri de arme.
Rusia a negat implicarea trupelor sale în Ucraina, în afara peninsulei Crimeea; cu toate acestea interceptări telefonice dezvăluie legăturile acestuia cu conducerea de la Moscova.
Din 2014 conduce mișcarea populară "Novorossia" («Новороссия»), care se ocupă cu livrarea ajutorului umanitar și munițiilor pentru militarii din așa-numita Republică Populară Donețk.

## Zborul 17 al Malaysia Airlines
După prăbușirea Zborului 17 al Malaysia Airlines în zona separatiștilor din estul Ucrainei, Ghirkin și-a exprimat bănuiala că incidentul ar fi fost aranjat de către conducerea Ucrainei și mulți pasageri ar fi deja morți în momentul impactului: „Conform datelor de la persoane care se ocupau cu adunarea cadavrelor, o parte considerabilă din numărul de cadavre erau „neproaspete” -- oamenii au murit cu câteva zile în urmă. ... În avion a fost depistată o cantitate mare de medicamente, ser de sânge și altele, ceea ce nu este tipic pentru o rută obișnuită. Se pare că s-a transportat o încărcătură medicală specială... Conducătorii ucraineni sunt capabili de orice josnicie.”